# 고생물학자 목록
다음은 고생물학자 목록이다.

## ㄱ
- 그레고리 S. 폴
- 기디언 맨텔

## ㄹ
- 로버트 브룸
- 로버트 토머스 바커
- 로이 채프먼 앤드루스
- 루이 아가시
- 리처드 E. 그랜트
- 리처드 리키
- 리처드 오언

## ㅁ
- 메리 애닝
- 바넘 브라운

## ㅂ
- 벤저민 프랭클린 머지

## ㅅ
- 쉬싱
- 스티븐 제이 굴드

## ㅇ
- 알시드 도르비니
- 앨릭 워커
- 앨프리드 셔우드 로머
- 에드워드 드링커 코프
- 오스니얼 찰스 마시
- 외젠 뒤부아
- 요한 군나르 안데르손

## ㅈ
- 잭 호너
- 조르주 퀴비에
- 조지 게일로드 심슨
- 조지프 레이디

## ㅊ
- 찰스 H. 스턴버그
- 찰스 둘리틀 월컷
- 찰스 윌리엄 앤드루스

## ㅌ
- 토머스 헨리 헉슬리

## ㅍ
- 폴 세레노
- 프리드리히 폰 후에네
- 피에르 테야르 드 샤르댕

## 같이 보기
- 지질학자 목록